# El Cantón (paroisse civile)
Pour les articles homonymes, voir El Canton.
El Cantón est l'une des trois paroisses civiles de la municipalité de Andrés Eloy Blanco dans l'État de Barinas au Venezuela. Sa capitale est El Cantón, chef-lieu de la municipalité. En 2018, sa population s'élève à 7 281 habitants.

## Géographie

### Démographie
Hormis sa capitale El Cantón, dont l'extension sud est située dans la paroisse civile voisine de Santa Cruz de Guacas, la paroisse civile ne possède aucun autre peuplement notable.